# Хаас, Лоренц
Лоренц Леандер Хаас (нем. Lorenz Leander Haas; 18 декабря 1844, Хунгенберг, ныне в состав коммуны Гёсвайнштайн — 1926) — немецкий педагог и историк философии, католический священник.
Окончил католический лицей в Бамберге, рукоположён в 1867 году. Служил младшим священником (нем. kaplan) в Эрлангене. В 1869 году получил в Бамберге степень доктора теологии за диссертацию «Обязательность намерения священнослужителя для действительности совершения священных таинств» (нем. Die nothwendige Intention des Ministers zur gültigen Verwaltung der heiligen Sakramente). С 1873 года в бенедиктинском монастыре Святого Стефана в Аугсбурге. В 1875 году защитил в Вюрцбургском университете диссертацию доктора философии «О философах-скептиках и преемственности их сочинений вплоть до Секста Эмпирика» (лат. De philosophorum scepticorum successionibus eorumque  usque ad Sextum Empiricum scriptis).
Преподавал в латинской школе в Бамберге, в католической гимназии в Бургхаузене, где опубликовал учебные пособия «Жизнь Секста Эмпирика» (нем. Leben des Sextus Empiricus; 1882), «О сочинениях Секста Эмпирика» (нем. Über die Schriften des Sextus Empiricus; 1883), «Вопрос существования Бога» (нем. Der Gottesbeweis; 1885) и «К формальным принципам логики у Аристотеля» (нем. Zu den logischen Formalprincipien des Aristoteles; 1886). Затем недолгое время работал в Вильгельминской гимназии в Мюнхене, откуда перешёл в католический лицей в Пассау, где преподавал философию, а в 1888—1890 гг. вёл также курс эмпирической психологии. Среди позднейших трудов Хааса — книги «О гипнозе и внушении» (нем. Über Hypnotismus und Suggestion; 1894) и «Нематериальная сущность человеческой души» (нем. Die immaterielle Substanzialität der menschlichen Seele; 1903).